# Vụ sập trần siêu thị Riga
Vụ sập trần siêu thị ở Riga, Latvia xảy ra vào lúc 17:41 (giờ địa phương) ngày 21 tháng 11 năm 2013, nóc trần của siêu thị Maxima XX ở Riga, Latvia đột nhiên đổ sập khiến gần 100 người thương vong, trong đó có 54 người chết. Vụ việc đã trở thành thảm họa lớn nhất tại quốc gia này kể từ khi tuyên bố độc lập năm 1991. 

## Nguyên nhân
Kết quả điều tra ban đầu của lực lượng cảnh sát Latvia cho thấy, nhiều khả năng chính những sai phạm trong quá trình xây dựng đã gây nên vụ sập trần bao gồm cả việc sử dụng vật liệu xây dựng dưới chuẩn và cũng không loại trừ khả năng tham nhũng dẫn đến cắt xén chất lượng công trình. Đây quả là vụ sập trần gây ảnh hưởng lớn về mặt chính trị cho đất nước Latvia.

## Những người bị nạn
| Quốc tịch | Số người chết |
| --------- | ------------- |
| Latvia    | 51            |
| Nga       | 2             |
| Armenia   | 1             |
| Tổng số   | 54            |

## Phản ứng
Thủ tướng Latvia Valdis Dombrovskis đã tuyên bố từ chức với lý do nhận trách nhiệm chính trị đối với vụ tai nạn này.

### Quốc tế
Estonia, Litva và Nga đã đề nghị giúp đỡ cứu hộ những người bị mắc kẹt trong đống đổ nát, nhưng bị Latvia từ chối. Litva và Estonia đã tuyên bố một ngày để tang vào ngày 24 tháng 11 năm 2013.
Chủ tịch Ủy ban châu Âu José Manuel Barroso, Tổng thống Arrmenia Serzh Sargsyan, Tổng thống Estonia Toomas Hendrik Ilves, Tổng thống Phần Lan Sauli Niinistö, Sứ thần Tòa Thánh ở các nước Baltic Luigi Bonaci và Giáo hoàng Phanxicô, Tổng thống, Thủ tướng và Seimas của Litva, Tổng thống Nga Vladimir Putin, Bộ trưởng ngoại giao Thụy Điển Carl Bildt, Tổng thống Thổ Nhĩ Kỳ Abdullah Gül đều gửi lời chí buồn.